# Haworthia floribunda
Haworthia floribunda är en grästrädsväxtart som beskrevs av Karl von Poellnitz. Haworthia floribunda ingår i släktet Haworthia och familjen grästrädsväxter.

## Underarter
Arten delas in i följande underarter:
- H. f. dentata
- H. f. floribunda
- H. f. major